# Тавернола-Бергамаска
Тавернола-Бергамаска (итал. Tavernola Bergamasca) — коммуна в Италии, находится в регионе Ломбардия, подчиняется административному центру Бергамо.
Население составляет 2272 человека, плотность населения составляет 189 чел./км². Занимает площадь 12 км². Почтовый индекс — 24060. Телефонный код — 035.
Покровительницей коммуны почитается Пресвятая Богородица, празднование 2 июля.